# 巴倫島
52°22′33″S 59°42′00″W / 52.37583°S 59.70000°W

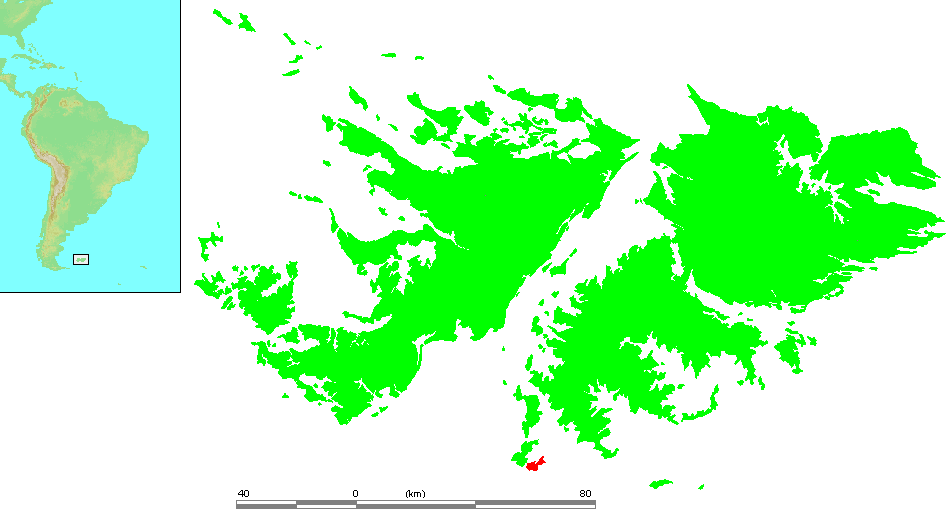
巴倫島在世界地圖的位置及其放大圖

巴倫島是英國海外領土福克蘭群島的島嶼，位於大西洋南部海域，處於索萊達島以南和喬治島東南，面積11.5平方公里，該島是企鵝的棲息地。